# Basia Bulat
Barbara Josephine Bulat, conocida professionalmente como Basia Bulat ( /ˈbɒʃə_buːˈlɒt/), (Toronto, Ontario, Canadá, 13 de abril de 1984), es una cantautora de musica folk canadiense. Es conocida por tocar con una autoarpa.

## Primeros años y educación
Bulat creció en Etobicoke, Ontario, donde su madre era profesora de música y enseñaba piano y guitarra. Es de ascendencia polaca . Ella ha dicho que la radio en casa estaba sintonizada permanentemente en una estación de oldies. "No creo que me diera cuenta de que la radio tenía más de una estación hasta que tenía 11 o 12 años", dice.
Atendió a clases en la Universidad de Western Ontario en la ciudad de Londres, Ontario donde se licenció en inglés; también tomó algunas clases con Olenka Krakus de la banda Olenka and the Autumn Lovers. Bulat comenzó una maestría en inglés en Western en 2006, pero se mudó a Montreal para grabar "un recuerdo audible" de su tiempo allí que resultó en su álbum debut.
Aunque Bulat ya no vive en London, Ontario, ha reconocido la importancia de la ciudad para poner en marcha su carrera: "London, Ontario siempre me ha apoyado mucho. Siento que la ciudad realmente me adoptó", dice. "No formaba parte de una industria musical comercial más grande, sino de una escena pequeña y unida, lo cual era agradable".

## Carrera musical
Mientras era estudiante en la Universidad de Western Ontario, Bulat tuvo un programa de radio en la estación de radio comunitaria y del campus de Western, CHRW-FM, titulado "Happy Tuesday" con la copresentadora Holly Coish.  Bulat apareció por primera vez en el escenario después de que sus amigos la convencieran de abrir el show de Julie Doiron tras lo cual pronto ganó seguidores locales.

### Oh, My Darling(2007)

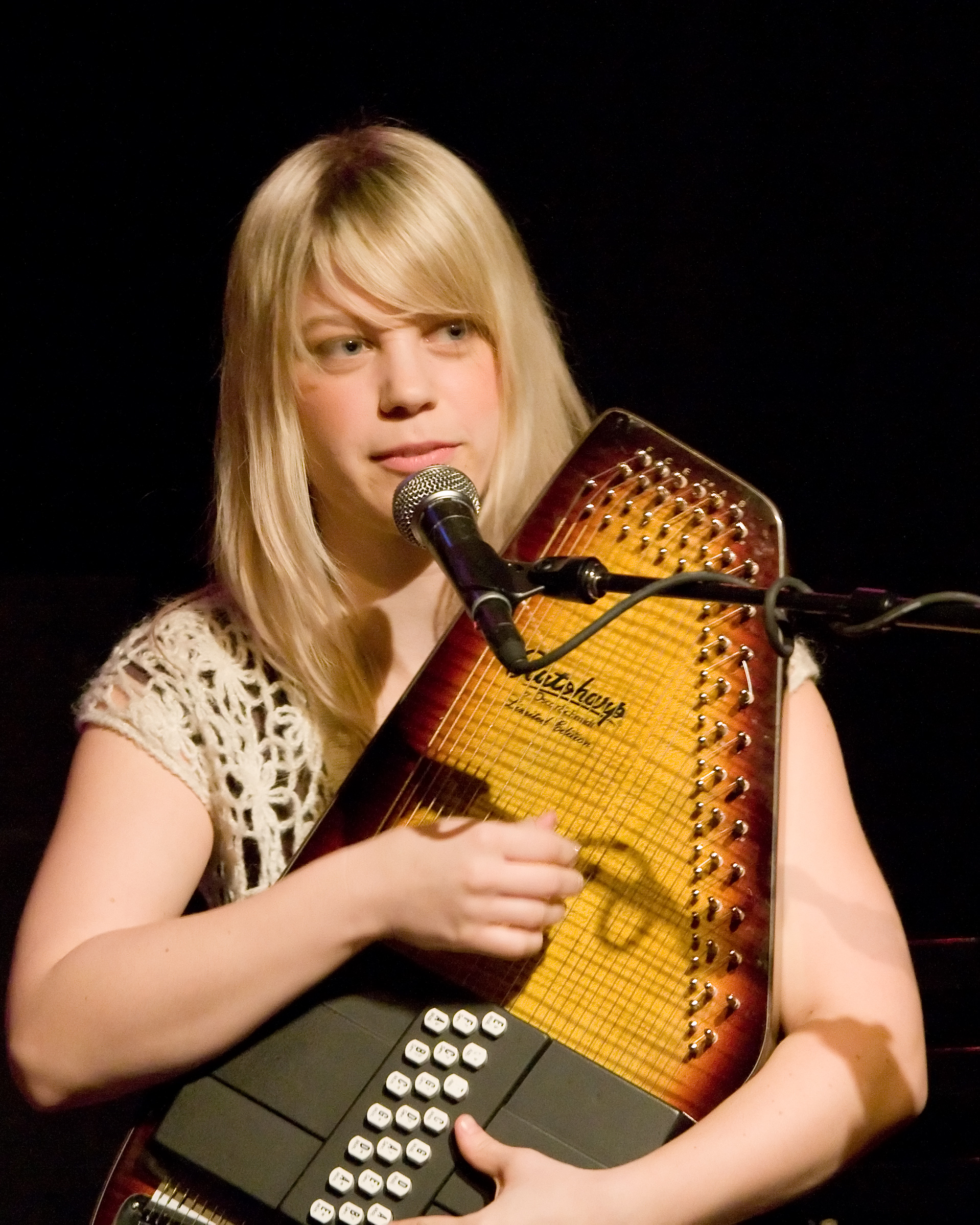
Bulat con su autoarpa in 2008

Bulat lanzó un EP independiente en 2005 y posteriormente firmó con Rough Trade Records, que lanzó su álbum debut de larga duración, Oh, My Darling, en abril de 2007, producido por Howard Bilerman. El álbum fue lanzado más tarde en Canadá por Hardwood Records de Hayden.
Sus sencillos "Snakes and Ladders", "Little One" y "I Was a Daughter" han sido incluidos en las listas de reproducción de CBC Radio 3, mientras que varias canciones han sido difundidas en radios universitarias de Canadá y Estados Unidos. Su álbum Oh, My Darling fue preseleccionado para el Polaris Music Prize 2008.
Bulat ha realizado giras por Canadá, Estados Unidos y Europa; en junio de 2008, viajó a Australia. Tocó en el Festival de Música de Dawson City de 2008 en Yukón. Citó la semana que pasó en ese lugar tranquilo y remoto como inspiración para la composición de sus canciones.

### Heart of My Own(2010)
Su segundo álbum, Heart of My Own, también producido por Howard Bilerman, fue lanzado por Rough Trade Records en los Estados Unidos y en Canadá a través de Secret City Records el 26 de enero de 2010. Alcanzó el puesto número 13 en las listas de Billboard el 13 de febrero de 2010.
Bulat apareció en Hockey Night in Canada el 10 de diciembre de 2011, durante el cual cantó el himno nacional canadiense O Canada en un concierto Partido de los Ottawa Senators en el Scotiabank Place (actualmente el Canadian Tire Centre).

### Tall Tall Shadow(2013)
El 30 de septiembre de 2013, Bulat lanzó su tercer álbum Tall Tall Shadow en todo el mundo a través de Secret City Records. Fue producido por Tim Kingsbury y Mark Lawson. El álbum fue nominado para un Juno Award 2014 en la categoría de Álbum Alternativo para Adultos del Año, y fue nominado para el 2014 Polaris Music Prize. El álbum ha sido bien recibido en Canadá y Estados Unidos. Alcanzó el puesto número 25 en las listas de Billboard el 19 de octubre de 2013.
La canción "Tall Tall Shadow" apareció en el montaje de video de apertura de Hockey Night in Canada antes de los juegos entre los Chicago Blackhawks y los Toronto Maple Leafs, y los Montreal Canadiens y los New York Islanders el 14 de diciembre de 2013.

### Good Advice(2016)
Su cuarto álbum, "Good Advice", fue producido por el líder de My Morning Jacket, Jim James, y fue lanzado el 12 de febrero de 2016. Se convirtió en uno de los nominados preseleccionados para el 2016 Polaris Music Prize. El título del álbum hace referencia a las amigas en las que confió durante una ruptura reciente. Alcanzó el puesto número 22 en las listas de Billboard el 5 de marzo de 2016.

## Discografía

### Álbumes de estudio
- Oh, My Darling (2007)
- Heart of My Own (2010)
- Tall Tall Shadow (2013)
- Good Advice (2016)
- Are You in Love? (2020)
- The Garden (2022)
- Basia’s Palace (2025)

### EPs
- Basia Bulat (2005)

### Sencillos
- Touch the Hem of His Garment (2008, 7")
- Your Girl (2019)

### Recopilatorios
- Friends in Bellwoods II (2009): "My Heart Is a Warning"
- Ho! Ho! Ho! Canada Deux (2010): "You Are a Gift"

## En la cultura popular
- La canción "Little Waltz" fue utilizada en un anuncio de 2007 del Volkswagen Eos.[cita requerida]

- La canción "In the Night" se utilizó en la promoción de Every Night at 8 de AMC en febrero de 2008.[25]
- La canción "Before I Knew" fue utilizada en un anuncio del coche Subaru Outback en 2010.[cita requerida]
- La canción "Tall Tall Shadow" fue utilizada en el trailer de lanzamiento del videojuego de 2020 The Long Dark en su versión para Nintendo Switch .[26]